# 셀주크 왕조
셀주크 왕조(튀르키예어: Selçuklular 셀추클룰라르[*], 페르시아어: آل سلچوق 알레 살주크)는 11세기부터 14세기까지 이슬람 세계에 존재했던 튀르크계 왕조이다. 전성기인 11세기와 12세기에 셀주크인들은 동쪽으로는 트란스옥시아나, 페르가나, 세미레치예, 화레즘부터 서쪽으로 시리아, 아나톨리아, 히자즈까지 서아시아의 상당부분을 지배했다. 왕조의 본가는 페르시아를, 이외의 분파들은 각각 이라크, 키르만, 시리아, 아나톨리아를 다스렸다. 셀주크(튀르키예어: Selçuk/Seljuk)의 어원은 튀르크어 ‘공격하다(튀르키예어: salmak)’로, ‘돌격’을 의미한다.

## 기원
셀주크 왕조의 기원은 불명확하다. 11세기 후반 셀주크 왕실에 떠돌던 전설에 따르면, 셀주크는 하자르 제국의 수하에 있던 부족 수령의 아들이었다. 하자르 국가가 10세기 말에 붕괴하자,  셀주크는 자신을 추종하는 무리를 이끌고 하자르 제국을 떠나 지금의 카자흐스탄에 있는 잔드로 이주했다. 이 지역에서 셀주크와 그의 추종자들은 이슬람을 처음 접하게 되었고, 당시 중앙아시아를 지배하던 사만 왕조의 용병으로 활동하게 되었다. 셀주크와 그의 유목민들이 군사적으로 성공을 거두자 인근의 튀르크인들이 그에게 합류했다.
셀주크의 위신은 높아졌지만 반대로 사만 왕조는 멸망을 목전에 두고 있었다. 사만 왕조의 튀르크계 노예 병사들은 지금의 아프가니스탄에 독립하여 가즈나 왕조를 세우고 옛 주인을 위협했다. 동쪽에서는 튀르크계 카라한 왕조가 발흥하였고, 결국 999년에는 사만 왕조를 멸망시켜버렸다. 이와 같은 혼란기에 셀주크의 후손들은 카라한 왕조와 가즈나 왕조 사이를 오가며 용병 역할을 수행했다. 그러나 동시에 두 나라는 점점 강해지는 셀주크 집단에 위협을 느끼기 시작했다.
이에 카라한 왕조는 부하라 인근에서 유목하던 셀주크인들을 추방하였고, 이때 셀주크 가문을 이끌던 셀주크의 손자, 투으룰과 차으르 형제는 남쪽으로 도피, 카라쿰 사막을 지나 후라산으로 진입하였다. 후라산은 가즈나 왕국의 핵심지로, 당시 이슬람 세계에서 문화적·경제적으로 가장 발전한 지역에 속했다. 투으룰과 차으르 형제는 가볍게 무장하여 뛰어난 기동성을 가진 기마 유목민 집단의 장점을 한껏 살려 사막을 오가며 가즈나 군대를 패퇴시켰다. 또한 가즈나 정부의 실정에 지친 후라산 지역의 엘리트 계층은 셀주크인들을 환영했다. 1040년, 후라산 지역을 탈환하려는 가즈나 왕국 최후의 원정군은 단다나칸에서 차으리가 이끄는 셀주크 군대에게 패배하며(단다나칸 전투), 후라산 지역 전체가 셀주크 가문의 영토가 되었다.

## 작위

### 셀주크 제국
1058년 1월 24일, 칼리프 알 카임 1세는 셀주크 제국 최초의 술탄 투으룰 1세에게 동서의 왕(malik al-mashriq wa'l-maghrib)라는 칭호를 내렸다. 이 칭호가 적혀있는 비문은 적으나, 투으룰은 이 칭호를 공식 문서에서 사용하였다. 알프 아르슬란 역시 1064년 경 발행한 동전에 이 칭호를 삽입했다. 말리크샤 1세의 경우 이 칭호를 사용하지는 않았으나, 그의 아들인 아흐마드 산자르는 이 칭호의 이란어형인 padish-i sharq u gharb를 사용하였다.
니샤푸르에 있는 비문에는 말리크샤 1세가 사용한 모든 칭호들이 적혀있다: "위대한 술탄, 아우구스트, 샤한샤, 아랍인과 페르시아인의 술탄, 국가들의 주인, 세계와 종교의 영광, 이슬람과 무슬림의 기둥, 세계와 종교를 강화시키시는 분, 아불 파스 말리크샤 이븐 무함마드 이븐 다우드, 신도들의 지도자의 오른팔이신 분"

### 룸 셀주크
12세기 중반 이전에 룸 셀주크 왕조가 어떤 칭호를 사용했는지는 전해지지 않는다. 비잔티움 제국이나 시리아 지방의 연대기 작가들은 쉴레이만 이븐 쿠탈므쉬가 술탄의 칭호를 사용했다고 전하나, 실질적인 근거는 없다. 최초로 룸 술탄의 칭호 전부가 나오는 것은 클르츠 아르슬란 2세의 것이다: "위대한 술탄, 아우구스트, 샤한샤, 아랍인과 페르시아인의 술탄, 국가들의 주인, 세계와 종교의 영광, 이슬람과 무슬림의 기둥, 왕들과 술탄들의 영광, 법의 수호자, 무신론자들과 이교도들의 파괴자, 신앙의 전사들의 후원자, 알라의 나라들의 수호자, 알라의 종들을 보호하시는 분, 룸, 아르메니아, 프랑크, 시리아의 술탄, 아불 파스 클르츠 아르슬란 이븐 마수드 이븐 클르츠 아르슬란, 신자들의 지도자를 도우시는 분" 이 칭호는, 분명히 니샤푸르의 비문에서 말리크샤 1세를 가리키는 칭호의 채용이다.
외부인들이 남긴 기록에서는 룸 셀주크를 룸 술탄국으로 부른다. 그러나 룸 셀주크인들 자신은 오스만 왕조와 달리 룸 술탄이라는 칭호를 사용하지 않았다. 대신 그들은 셀주크 제국 그 자체임을 천명하였다.

## 셀주크 제국
셀주크 제국은 페르시아와 이라크, 시리아를 지배했다.
- 투으룰 1세: 1040년 ~ 1063년
- 알프 아르슬란: 1063년 ~ 1073년
- 말리크샤 1세: 1073년 ~ 1092년
- 마흐무드 1세: 1092년 ~ 1094년
- 베르키야루크: 1094년 ~ 1105년
- 말리크샤 2세: 1105년
- 무함마드 1세 타파르: 1105년 ~ 1118년
- 아흐마드 산자르: 1118년 ~ 1157년
- 산자르 사후 구즈 부족들과 튀르크들에게 후라산을 상실하였다.[14]

### 이라크 셀주크 왕조
- 마흐무드 2세: 1118년 ~ 1131년
- 다우드: 1131년 ~ 1143년
- 투으룰 3세: 1132년 ~ 1134년
- 마수드: 1134년 ~ 1152년
- 말리크샤 3세: 1152년 ~ 1153년
- 무함마드 2세: 1153년 ~ 1160년
- 쉴레이만 샤: 1160년 ~ 1161년
- 아르슬란 샤: 1161년 ~ 1176년
- 투그룰 3세: 1176년 ~ 1194년
- 화레즘 샤 왕조에 의해 멸망함.

## 시리아 셀주크 왕조
- 투투쉬 1세: 1078년 ~ 1095년

### 다마스쿠스
- 두카크: 1095년 ~ 1104년
- 투투쉬 2세: 1104년
- 이후 부리 왕조로 이어짐.

### 알레포
- 리드완: 1095년 ~ 1113년
- 알프 아르슬란 엘아흐라스: 1113년 ~ 1114년
- 술탄 샤: 1114년 ~ 1123년
- 이후 아르투크 왕조로 이어짐.

## 케르만 셀주크 왕조
- 아흐마드 카우르드: 1048년 ~ 1073년
- 키르만 샤: 1073년 ~ 1074년
- 후세인: 1074년
- 술탄 샤 이스하크: 1074년 ~ 1085년
- 투란 샤 1세: 1085년 ~ 1097년
- 이란 샤: 1097년 ~ 1101년
- 아르슬란 샤 1세: 1101년 ~ 1145년?
- 무함마드 1세: 1142년 ~ 1156년
- 투으룰 샤: 1156년 ~ 1170년
- 바흐람 샤: 1170년. 첫번째 재위
- 아르슬란 샤 2세: 1170년 ~ 1171년. 첫번째 재위
- 바흐람 샤: 1171년 ~ 1172년. 두번째 재위
- 아르슬란 샤 2세: 1172년 ~ 1175년
- 바흐람 샤: 1175년. 세번째 재위
- 무함마드 샤: 1175년 ~ 1175년. 첫번째 재위
- 아르슬란 샤 2세: 1175년 ~ 1177년. 세번째 재위
- 투란 샤 2세: 1177년 ~ 1183년
- 무함마드 샤: 1183년 ~ 1188년
- 오구즈 부족에 의해 멸망.

## 룸 셀주크 왕조
- 쿠탈므쉬오을루 쉴레이만: 1081년 ~ 1186년
- 클르츠 아르슬란 1세: 1192년 ~ 1107년
- 샤한샤: 1109년 ~ 1116년
- 메수드 1세: 1116년 ~ 1156년
- 클르츠 아르슬란 2세: 1156년 ~ 1192년
- 케이휘스레브 1세: 1192년 ~ 1197년. 첫번째 재위
- 쉴레이만 2세: 1197년 ~ 1204년
- 클르츠 아르슬란 3세: 1204년 ~ 1205년
- 케이휘스레브 1세: 1205년 ~ 1211년. 두번째 재위
- 케이카부스 1세: 1211년 ~ 1220년
- 케이쿠바트 1세: 1220년 ~ 1237년
- 케이휘스레브 2세: 1237년 ~ 1246년
- 케이카부스 2세: 1246년 ~ 1248년
- 케이카부스 2세 - 클르츠 아르슬란 4세 이두정권: 1248년 ~ 1249년
- 케이카부스 2세 - 클르츠 아르슬란 4세 - 케이쿠바트 2세 삼두정권: 1249년 ~ 1257년
- 케이카부스 2세 - 클르츠 아르슬란 4세 이두정권: 1257년 ~ 1259년
- 클르츠 아르슬란 4세: 1259년 ~ 1265년
- 케이휘스레브 3세: 1265년 ~ 1282년
- 메수드 2세: 1282년 ~ 1284년. 첫번째 재위
- 케이쿠바트 3세: 1284년. 첫번째 재위
- 메수드 2세: 1283년 ~ 1293년. 두번째 재위
- 케이쿠바트 3세: 1293년 ~ 1294년
- 메수드 2세: 1294년 ~ 1301년. 세번째 재위
- 케이쿠바트 3세: 1301년 ~ 1303년. 세번째 재위
- 메수드 2세: 1303년 ~ 1307년. 네번째 재위
- 메수드 3세: 1307년

## 같이 보기
- 셀주크 제국
- 셀주크